# 1990 في البرتغال
فيما يلي قوائم الأحداث التي وقعت خلال عام 1990 في البرتغال.

## سياسة

### تعيين في المنصب
- 22 يناير – جورجي سامبايو عمدة لشبونة  [لغات أخرى]‏.

## رياضة
- 1 يناير – نهائي كأس أوروبا 1990
- 23 سبتمبر – جائزة البرتغال الكبرى 1990 الفائز نايجل مانسيل.

## مواليد

### يناير
- 7 يناير – إيفو بينتو لاعب كرة قدم برتغالي.
- 21 يناير – أندريه مارتنس لاعب كرة قدم برتغالي.
- 21 يناير – دييغو أمادو لاعب كرة قدم برتغالي.
- 25 يناير – فابيو سالفيستر دراج برتغالي.
- 27 يناير – ريكاردو آبرو ريبيرو لاعب كرة قدم برتغالي.
- 30 يناير – إلسا فينتورا لاعبة كرة قدم.

### فبراير
- 4 فبراير – جوزيه مانويل باربوزا ألفيس لاعب كرة قدم برتغالي.
- 14 فبراير – بيدرو مارتينز لاعب تنس الريشة.
- 20 فبراير – هوغو ميغيل غونسالفيس كوستا لاعب كرة قدم برتغالي.
- 21 فبراير – ديوجو روسادو لاعب كرة قدم برتغالي.
- 22 فبراير – ديغو فيانا لاعب كرة قدم برتغالي.

### مارس
- 2 مارس – إدو لاعب كرة قدم برتغالي.
- 5 مارس – أندريه سواريس لاعب كرة قدم برتغالي.
- 27 مارس – لويس ميغيل بينهيرو أندرادي لاعب كرة قدم برتغالي.

### أبريل
- 15 أبريل – هابيل بيريرا لاعب كرة قدم برتغالي.
- 16 أبريل – بيدرو مينديز لاعب كرة قدم برتغالي.
- 23 أبريل – روي فونتي لاعب كرة قدم برتغالي.
- 26 أبريل – إيدو ماتشادو لاعب كرة قدم برتغالي.
- 27 أبريل – ريكاردو باروس لاعب كرة قدم برتغالي.

### مايو
- 3 مايو – كارول كوستا لاعبة كرة قدم برتغالية.
- 10 مايو – جواو دوارتي بيريرا لاعب كرة قدم برتغالي.
- 21 مايو – جواو بيدرو بيريرا سيلفا لاعب كرة قدم برتغالي.
- 28 مايو – جواو أفونسو لاعب كرة قدم برتغالي.

### يونيو
- 9 يونيو – برونو ميغيل مينديز ألفيس لاعب كرة قدم برتغالي.
- 15 يونيو – آنا بورغز لاعبة كرة قدم.
- 15 يونيو – أندريه فرنسيسكو برونو فيريرا لاعب كرة قدم برتغالي.

### يوليو
- 8 يوليو – ويلسون ادواردو لاعب كرة قدم برتغالي.
- 9 يوليو – أندريه سوزا لاعب كرة قدم برتغالي.
- 9 يوليو – لياندرو بيمينتا لاعب كرة قدم برتغالي.
- 12 يوليو – بيبي لاعب كرة قدم برتغالي من مواليد 1990.
- 12 يوليو – جواو فاريا لاعب كرة قدم برتغالي.

### أغسطس
- 11 أغسطس – إلسون ألميدا لاعب كرة قدم برتغالي.
- 19 أغسطس – نونو سيكييرا لاعب كرة قدم برتغالي.
- 23 أغسطس – روي كوريا لاعب كرة قدم برتغالي.

### سبتمبر
- 1 سبتمبر – كريستيانا غارسيا لاعبة كرة قدم برتغالية.
- 4 سبتمبر – تياغو روشا لاعب كرة قدم برتغالي.
- 6 سبتمبر – ديفيد ليما منافِس أوليمبي برتغالي.
- 10 سبتمبر – أندريه ألميدا لاعب كرة قدم برتغالي.
- 13 سبتمبر – تياغو الميدا لاعب كرة قدم برتغالي.
- 19 سبتمبر – راكيل إينفانت لاعبة كرة قدم برتغالية.
- 22 سبتمبر – خورخي ميغيل لاعب كرة قدم برتغالي.
- 27 سبتمبر – فيليبي فيريرا لاعب كرة قدم برتغالي.

### أكتوبر
- 8 أكتوبر – ميجيل فييرا لاعب كرة قدم برتغالي.
- 22 أكتوبر – مويسيس كوستا فيريرا لاعب كرة قدم برتغالي.
- 24 أكتوبر – بيدرو جويل بيريرا سيلفا لاعب كرة قدم برتغالي.
- 30 أكتوبر – هوغو فيليبي سيلفا موريرا لاعب كرة قدم برتغالي.

### نوفمبر
- 2 نوفمبر – توماس باروسو لاعب كرة سلة برتغالي.
- 16 نوفمبر – ريناتو ريس لاعب كرة قدم برتغالي.
- 23 نوفمبر – تياجو ميسكيتا لاعب كرة قدم برتغالي.
- 24 نوفمبر – غاستاو إلياس لاعب كرة مضرب برتغالي.
- 27 نوفمبر – أمارو أنتونز دراج برتغالي.

### ديسمبر
- 25 ديسمبر – فابيو ماركيز لاعب كرة قدم برتغالي.

## وفيات

### مارس
- 5 مارس – ألبانو (مواليد 1922) لاعب كرة قدم برتغالي.